# Lo speziale (Haydn)

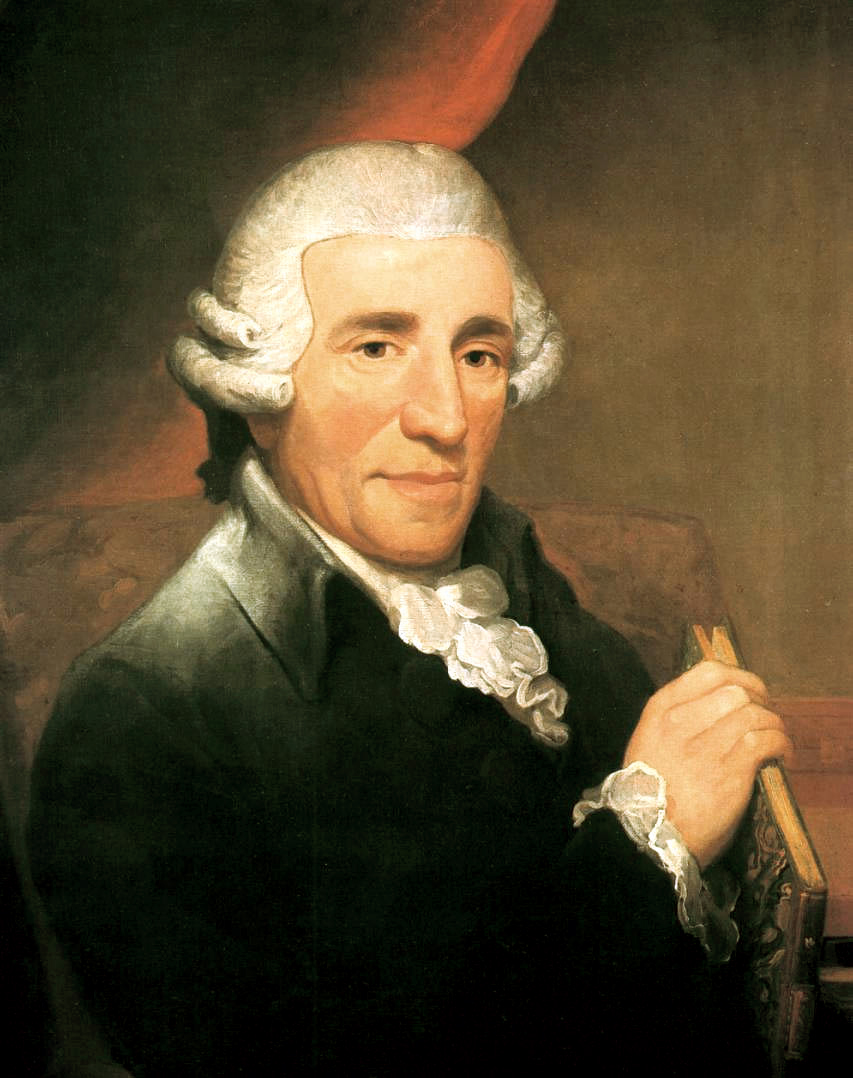
Joseph Haydn

Lo speziale (français : l'Apothicaire, allemand : Der Apotheker) Hob. 28/3 est un opéra bouffe en trois actes de Joseph Haydn sur un livret de Carlo Goldoni, révisé par Karl Frieberth. Il est créé dans l'automne 1768 à Eszterháza.

## Histoire
Il a été composé et représenté pour la première fois avec un grand succès auprès du public et de la critique au Palais Esterházy à l'automne 1768, à l'occasion de l'inauguration du théâtre du château.
Une partie du troisième acte a été perdue dans un incendie. Nous possédons les actes I et II, ainsi que le final de l'opéra et une aria de l'acte III. Lo speziale, comme pour les autres opéras de Haydn n'est pas très connu et n'a été représenté que dans de rares occasions.
Dans les statistiques de Operabase, on trouve seulement 5 représentations dans la période 2005-2010.
Le livret de Goldoni avait été également mis en musique en 1755 par Vincenzo Pallavicini (1er acte) et Domenico Fischietti (2e et 3e actes), pour le carnaval de Venise.

## Distribution
| Personnages                      | Voix             | Distribution lors de la création en 1768 (Chef d'orchestre: Joseph Haydn) |
| -------------------------------- | ---------------- | ------------------------------------------------------------------------- |
| Sempronio, un vieux apothicaire  | ténor            | Carlo Friberth                                                            |
| Grilletta, pupille de Sempronio  | soprano          | Maddalena Spangler                                                        |
| Mengone, apprenti de Sempronio   | ténor            | Leopoldo Dichtler                                                         |
| Volpino, un jeune et riche dandy | soprano travesti | Barbara Dichtler                                                          |

## Instrumentation
- deux flûtes, deux hautbois, deux bassons, deux trompettes, les cordes et le continuo.

## Argument
Un apothicaire assez âgé, Sempronio est déterminé à épouser une jeune femme, Grilletta, plus pour l'argent que pour tout autre raison. Jusque-là, l'argument rappelle d'autres opéras de l'époque comme Il barbiere di Siviglia, mais ici, il ne s'agit pas d'un triangle, mais plutôt d'un rectangle amoureux. Sempronio a deux jeunes rivaux, le premier est Mengone, apprenti de Sempronio qui travaille pour lui seulement pour être plus près de Grilletta. L'autre, Volpino, est un jeune riche de la ville. L'opéra se déroule dans la pharmacie de Sempronio ce que permet au compositeur d'écrire des airs dans l'original dans lesquels l'apothicaire et son assistant déroulent d'interminables listes de remèdes pour des maladies diverses.
Par ailleurs l'opéra utilise tous les procédés traditionnels de l'époque, comme des situations qui donnent lieu à des quiproquos, la présence d'un travesti et une fin souriante. Finalement c'est Mengone qui réussit à se marier avec Grilletta.

## Source de la traduction
- (es) Cet article est partiellement ou en totalité issu de l’article de Wikipédia en espagnol intitulé « Lo speziale » (voir la liste des auteurs).